# Michael Paton
Michael Paton (Greenock, 25 maart 1989) is een Schotse voetballer (aanvaller) die sinds 2006 voor de Schotse eersteklasser Aberdeen FC uitkomt. 
Paton maakte zijn debuut voor Aberdeen in december 2008 toen hij inviel in de met 3-0 gewonnen wedstrijd tegen Inverness CT. Zijn eerste goal maakte hij in de met 2-1 verloren wedstrijd tegen Glasgow Rangers. In het jaar 2008 werd Paton voor twee periodes verhuurd aan Brechin City FC.
1 Lewis ·
2 Logan ·
3 Shinnie  ·
4 Considine ·
5 McKenna ·
6 Reynolds ·
7 Forrester ·
8 Gleeson ·
9 Wilson ·
10 McGinn ·
11 Mackay-Steven ·
14 Tansey ·
15 Wright ·
16 Cosgrove ·
17 May ·
18 Devlin ·
19 Ferguson ·
20 Černý ·
21 Ball ·
23 Ross ·
24 Campbell ·
25 Anderson ·
27 McLennan ·
28 Hoban ·
29 Lowe ·
Coach: McInnes